# Transformée de Box-Cox
En statistique et en économétrie, la transformée de Box-Cox est une transformation non linéaire très souvent utilisée. Elle doit son nom à George Box et David Cox.

## Définition formelle
Pour toute valeur de x positive, on définit la transformée de Box-Cox de la manière suivante : 
{\displaystyle B(x,\lambda )={\begin{cases}{\frac {x^{\lambda }-1}{\lambda }}&{\text{si }}\lambda \neq 0\\\log(x)&{\text{si }}\lambda =0\end{cases}}}

## Utilisation
si {\displaystyle \lambda >1} cela amplifie les grandes valeurs de x
si {\displaystyle \lambda <1} cela réduit les grandes valeurs de x